# Морской технический комитет
Морской технический комитет (МТК) — действовавшая с 1867 по 1911 год структурная часть Морского министерства; коллегиальный орган, ведавший техническими вопросами кораблестроения и вооружения военно-морского флота Российской империи.
Был образован в 1867 году путём объединения Кораблестроительного технического и Морского учёного комитетов Морского министерства. В непосредственном ведении Комитета состояли Корпус морской артиллерии, Корпус минных инженеров, Корпус инженеров-механиков флота, а также Морской музей (с 1909 имени императора Петра Великого) в Санкт-Петербурге, библиотека Морского министерства и редакция журнала «Морской сборник» (в 1867–1891 гг.). До 1891 года в состав морского министерства входили Комитет морской ученый и Морской строительный комитет; первый был упразднен, а второй преобразован в строительную часть Морского технического комитета.
Вопросы, подлежавшие обсуждению Комитета, рассматривались в полном собрании членов или в частных заседаниях. Комитет под председательством особого лица состоял из инспекторов кораблестроения, механической части, артиллерии, минного дела и строительной части, помощников их и особо назначенных лиц. Комитету было предоставлено право избирать из русских подданных и иностранцев почётных членов и сотрудников. При комитете работала Комиссия для производства артиллерийских опытов и научно-техническая лаборатория.
В 1911 году Комитет был упразднён с передачей его функций Главному управлению кораблестроения Морского министерства.

## Председатели Морского технического комитета
- 1876—1880[1] — управляющий морским министерством вице-адмирал Степан Степанович Лесовский
- 1880—1882[2] — управляющий морским министерством Свиты Его Императорского Величества контр-адмирал Алексей Алексеевич Пещуров
- 1882—1888 — вице-адмирал Иван Алексеевич Шестаков
- 23 ноября 1888[3] — 1896 — вице-адмирал Константин Павлович Пилкин
- 1896 — вице-адмирал Павел Петрович Тыртов
- 1 февраля 1897—январь 1901 — генерал-адъютант Иван Михайлович Диков
- 1901—1905 — генерал-адъютант Фёдор Васильевич Дубасов
- 1906—1908 — вице-адмирал Андрей Андреевич Вирениус
- 1 января 1908—1910 — генерал-лейтенант по флоту Алексей Николаевич Крылов
- 1910—1911 — вице-адмирал Владимир Александрович Лилье